# 264077 Dluzhnevskaya
264077 Dluzhnevskaya este un asteroid din centura principală, descoperit pe 24 septembrie 2009, de Timur Kriaczko.